# 9023 Mnesthus
9023 Mnesthus eller 1988 RG1 är en trojansk asteroid i Jupiters lagrangepunkt L5. Den upptäcktes 10 september 1988 av det amerikanska astronom paret Eugene M. och Carolyn S. Shoemaker vid Palomar-observatoriet. Den är uppkallad efter Mnesthus, i den romerska mytologin.
Asteroiden har en diameter på ungefär 49 kilometer.